# Музей дизайна (Хельсинки)
Музей дизайна (фин. Designmuseo, швед. Designmuseet) — музей в Хельсинки, посвященный финскому и зарубежному дизайну, включая промышленный дизайн, моду и графический дизайн. Музей находится в районе Каартинкаупунки на улице Коркеавуоренкату 23 (Korkeavuorenkatu, 23).
Музей был основан в 1873 году и в настоящее время располагается в здании бывшей шведской школы, построенной в 1894 году архитектором Густавом Нюстрёмом в неоготическом стиле. В музее также есть кафе и магазин. В том же квартале расположен Музей финской архитектуры.
В 2002 году музей изменил своё название с Taideteollisuusmuseo на Designmuseo («Музей Дизайна»), потому что первоначальное название было слишком длинным и сложным.